# لاله واژگون روسی
 لاله واژگون روسی(نام علمی: Fritillaria maximowiczii) نام یک گونه از سرده لاله واژگون است.